# Гакл (Северна Дакота)
Гакл (енгл. Gackle) град је у америчкој савезној држави Северна Дакота.

## Демографија
По попису из 2010. године број становника је 310, што је 25 (-7,5%) становника мање него 2000. године.
| Група             | 2000.       | 2010.       |
| Белци             | 330 (98,5%) | 300 (96,8%) |
| Афроамериканци    | 0 (0,0%)    | 1 (0,3%)    |
| Азијати           | 0 (0,0%)    | 3 (1,0%)    |
| Хиспаноамериканци | 3 (0,9%)    | 2 (0,6%)    |
| Укупно            | 335         | 310         |